# Mets Tennisbanen
De Mets Tennisbanen is een Nederlands tennisbanencomplex in Den Haag. Het tennispark, dat middenin Scheveningen ligt, werd geopend in 1926 en was tientallen keren het strijdtoneel van de Nationale Tenniskampioenschappen en Nederlandse Davis Cup-wedstrijden. Sinds 1993 wordt de ATP Challenger Scheveningen op het complex georganiseerd.
Mets staat voor Maatschappij tot Exploitatie Tennisbanen Scheveningen. De Stichting Mets Tennisbanen is belast met het beheer van de accommodatie. De tennisvereniging HLTC De Metselaars maakt sinds 1939 gebruik van de Mets Tennisbanen.

## Geschiedenis
Tennis was in de 19e eeuw al erg populair in Den Haag. In 1900 verhuisde de in 1888 opgerichte vereniging Leimonias naar de locatie waar later de Mets Tennisbanen kwamen. Zij lieten vier gravelbanen aanleggen, toen een grijsachtig mengsel van klei en grindzand. De Metsbanen werden in 1926 geopend en zijn vanaf 1928 de locatie voor diverse internationale wedstrijden.
In de jaren '30 kwam prinses Juliana regelmatig naar de Metsbanen om zelf te spelen of te kijken naar de internationale wedstrijden.

## Accommodatie
Mets beschikt over 13 gravelbanen en een mini-baan. Indien nodig kan het een Centre Court maken van drie banen met rondom VIP-loges en tribunes met een capaciteit voor meer dan 3000 toeschouwers. Op de Mets werden tot en met 1986 40 maal de Nationale Tenniskampioenschappen (NTK) georganiseerd. Ook vonden er tientallen keren Davis Cup-ontmoetingen plaats en wordt er sinds 1993 jaarlijks de ATP Challenger Scheveningen (tegenwoordig Sport 1 Open genoemd) georganiseerd.